# Pedro I de Brasil y IV de Portugal
Pedro I de Brasil y IV de Portugal (Queluz, Sintra, 12 de octubre de 1798-Queluz, 24 de septiembre de 1834) fue un monarca portugués y brasileño. Proclamó la independencia de Brasil y se convirtió en el primer emperador de Brasil y en el primer jefe de Estado de ese país. Ocupó brevemente el trono portugués con el nombre de Pedro IV, el Rey Soldado.

## Biografía

Blasón Real de la Casa de Braganza.

Pedro nació a las ocho de la mañana del 12 de octubre de 1798 en el Palacio de Queluz, cerca de Lisboa, Portugal. Se le dio ese nombre en honor del fraile franciscano Pedro de Alcántara. Para referirse a él, solía emplearse, ya desde que era un recién nacido, el tratamiento honorífico «don».
Su padre, el rey Juan VI de Portugal, pertenecía a la poderosa casa de Braganza. Asimismo, era nieto del rey Pedro III y de la reina María I, que, además de matrimonio, eran tío y sobrina, respectivamente. Su madre, Carlota Joaquina, era la hija del rey Carlos IV de España. El matrimonio de los padres de Pedro no fue feliz. Su madre era una mujer ambiciosa, que siempre buscaba lo mejor para los intereses de España, incluso si iba en detrimento de los portugueses. Infiel, al parecer, a su marido, llegó incluso a planear su derrocamiento con algunos nobles portugueses insatisfechos.
Como segundo hijo masculino mayor —tenía también dos hermanas mayores que él—, Pedro se convirtió en heredero de su padre y príncipe de Beira tras el fallecimiento de su hermano, Francisco Antonio, en 1801. El príncipe Juan, por su parte, actuaba como regente en nombre de su madre, la reina María I, puesto que esta había sido declarada demente sin cura en 1792. Sus padres acabaron por distanciarse y, en 1802, Juan vivía en el Palacio Nacional de Mafra y Carlota Joaquina, en el de Ramalhão. Pedro y sus hermanos residían en el de Queluz con su abuela, María I, lejos de sus padres, a quienes veían solo en celebraciones solemnes.

#### Educación
A finales de noviembre de 1807, cuando Pedro tenía nueve años, la familia real huyó de Portugal, puesto que un ejército francés enviado por Napoleón se estaba acercando a Lisboa. Acompañado de su familia, en marzo del año siguiente consiguió llegar a Río de Janeiro, capital de Brasil, por aquel entonces la colonia más grande en extensión y más próspera de Portugal. Durante el viaje, leyó la Eneida de Virgilio y mantuvo conversaciones con la tripulación, lo que le permitió adquirir conocimientos de navegación. Ya en Brasil, tras una breve estancia en el Palacio Imperial, se asentó con su hermano menor, Miguel, y con su padre en el Palacio de San Cristóbal. Aunque nunca llegó a estrechar lazos íntimos con su padre, lo quería y le dolía la humillación constante a la que se encontraba sometido por causa de las relaciones extramaritales de Carlota Joaquina. Ya de adulto llegó a llamar a su madre «puta», y solo sentía desprecio por ella. Estas tempranas experiencias de traición, frialdad y descuido tuvieron un gran impacto en la conformación de su carácter.
Su institutriz, María Genoveva do Rêgo e Matos, a quien amaba como si fuera su madre, y su ayo, António de Arrábida, que se convirtió en su mentor, le proporcionaron algo de estabilidad durante su infancia. Ambos estaban encargados de su crianza y trataron de brindarle una educación apropiada, que abordó una amplia gama de temas, como matemáticas, economía política, lógica, historia y geografía. Además de en portugués, aprendió a hablar y escribir en latín y francés. Asimismo, podía traducir desde el inglés y entendía el alemán. Más adelante, ya como emperador, dedicaría al menos dos horas diarias al estudio y a la lectura.
D. Pedro mostró interés por la música desde la infancia. Uno de sus maestros fue el pianista y compositor austríaco Sigismund von Neukomm (Sigismund Neukomm) (1778-1858), que llegó a Río de Janeiro en 1816 y vivió allí durante muchos años. D. Pedro tocaba clarinete, fagot y violonchelo, y compuso varias obras musicales, incluyendo un himno en honor a su padre - Himno a D. João-, así como el Himno a la Independencia (Himno a la Independencia de Brasil). También compuso piezas de música sacra y orquestales.
Pese al alcance de su instrucción, su educación resultó no ser suficiente. El historiador Otávio Tarquínio de Sousa dijo de él que «era, sin rastro de duda, inteligente, ingenioso, perspicaz», pero Roderick J. Barman apunta que era, por naturaleza, «demasiado explosivo, demasiado errático y demasiado emocional». Siguió siendo impulsivo y nunca aprendió a ejercitar el autocontrol ni a evaluar las consecuencias de sus decisiones o a adaptar su perspectiva a los cambios. Su padre jamás permitió que nadie lo disciplinase. Durante su infancia, su horario dictaba que debía dedicarle dos horas al estudio cada día, pero en ocasiones se saltaba la rutina haciendo caso omiso de lo que decían sus instructores, y dedicando el tiempo a otras actividades que le parecían más interesantes.

#### Primer matrimonio
Le agradaban las actividades que requerían habilidades físicas. En la granja de su padre, entrenaba baguales y llegó a ser un fino jinete y un excelente herrador. Tanto a él como a su hermano les gustaba ir a cazar a terrenos desconocidos, por los bosques, e incluso de noche o con mal tiempo. Pedro, además, mostró un talento especial para el dibujo y las manualidades y dedicó tiempo al tallado de figuras de madera y a la elaboración de muebles. Le agradaba también la música y, gracias a las enseñanzas de Marcos Antonio Portugal, se convirtió en un compositor competente. Tenía una buena voz y sabía tocar unos cuantos instrumentos —incluidos el piano, la flauta y la guitarra—, con los que tocaba canciones populares. Era simple, tanto en sus hábitos como en el trato con los demás. Salvo en las contadas ocasiones en las que se vestía de corte, su atuendo diario consistía en pantalones de algodón blancos, una chaqueta de rayas del mismo material y un sombrero de ala ancha de paja, o bien una levita y un sombrero de copa si la situación, más formal, así lo requería. Solía entretenerse por las calles, charlando con la gente e interesándose por sus preocupaciones.
Los impulsos enérgicos, que rayaban la hiperactividad, definían su carácter. Era impetuoso, con una tendencia a mostrarse dominante y arisco. Se aburría y distraía con facilidad, por lo que, además de cazar y montar a caballo, coqueteaba con mujeres para entretenerse. Su  inquieta naturaleza lo empujaba en busca de la aventura y, en ocasiones, disfrazado de viajero, frecuentaba tabernas en los barrios de más dudosa reputación de Río de Janeiro. Bebía alcohol en muy contadas ocasiones, pero era un mujeriego incorregible. Su primer romance duradero conocido fue con una bailarina francesa llamada Noémi Thierri, que tuvo con él un hijo mortinato. El padre de Pedro, que había sido coronado como Juan VI, expulsó a Thierry para salvaguardar el desposorio del príncipe con la archiduquesa María Leopoldina, hija del emperador Francisco I de Austria —anteriormente, II del Sacro Imperio Romano Germánico—.
El matrimonio por poderes se efectuó el 13 de mayo de 1817. Cuando la recién casada llegó a Río de Janeiro el 5 de noviembre se enamoró de inmediato de Pedro, que le resultó mucho más encantador y atractivo de lo que se había esperado. Tras «años bajo el sol tropical, su tez era todavía ligera, con pómulos rosados». El príncipe, de diecinueve años, era atractivo y de una altura ligeramente superior a la media, con ojos oscuros brillantes y pelo castaño. «Su buena apariencia —dijo el historiador Neill Macaulay— le debía mucho a su porte, orgullosa y erecta incluso en su adolescencia, y a su acicalamiento, que era impecable. A menudo limpio, se había acostumbrado a la costumbre brasileña de bañarse con frecuencia». La misa nupcial, con la ratificación de los votos previamente ofrecidos por los representantes, se celebró al día siguiente. De este matrimonio nacieron siete hijos: María de la Gloria —más tarde María II de Portugal—, Miguel, Juan, Jenara, Paula, Francisca y Pedro —más tarde Pedro II de Brasil—.

### Independencia de Brasil

#### Revolución liberal de 1820
El 17 de octubre de 1820 llegaron noticias a Brasil de que las guarniciones militares de Portugal se habían amotinado, movimientos que devinieron en la conocida como Revolución liberal de Oporto. Las fuerzas armadas conformaron un gobierno provisional, que suplantó la regencia designada por Juan VI, y convocaron las Cortes —el Parlamento portugués, elegido esta vez de manera democrática con el objetivo de esbozar una Constitución nacional—. A Pedro le sorprendió que su padre le pidiese consejo y, además, lo enviase a Portugal para ejercer la regencia en su nombre y para aplacar a los revolucionarios. El príncipe no había recibido la formación necesaria para reinar y, hasta entonces, se le había restringido la participación en cualquier asunto estatal. El papel que le pertenecía por nacimiento lo desempeñaba su hermana mayor, María Teresa; Juan VI había confiado siempre en su consejo y la tenía entre las filas de su consejo privado.
A Pedro, en cambio, lo veían, tanto su padre como sus consejeros más cercanos, con suspicacia, puesto que todos ellos se aferraban a los principios del absolutismo. Era sabido que el príncipe, por el contrario, defendía férreamente el liberalismo y abogaba por una monarquía constitucional representativa. Había leído las obras de Voltaire, Benjamin Constant, Gaetano Filangieri y Edmund Burke. Su mujer, María Leopoldina, llegó a decir lo siguiente: «Mi marido, Dios nos libre, ama las nuevas ideas». Juan VI pospuso la partida de Pedro tanto como le fue posible, temeroso de que, una vez estuviese en Portugal, los revolucionarios lo proclamasen su rey.
Las tropas portuguesas estacionadas en Río de Janeiro se amotinaron el 26 de febrero de 1821, ante lo que ni Juan VI ni su Gobierno hicieron nada. Pedro decidió actuar por su cuenta y partió al encuentro con los rebeldes. Negoció con ellos y convenció a su padre de que aceptara sus exigencias, entre las que se incluían el nombramiento de un nuevo gabinete y la realización de un juramento de obediencia a la inminente Constitución portuguesa. Los electores de los distritos cariocas se reunieron el 21 de abril para elegir sus representantes en las Cortes. Un pequeño grupo de agitadores irrumpió en la reunión y formó un gobierno revolucionario. Juan VI y sus ministros se volvieron a mostrar pasivos, y el monarca estaba a punto de aceptar las demandas revolucionarias cuando Pedro tomó la iniciativa y envió a tropas del ejército para restablecer el orden. Presionado por las Cortes, Juan VI abandonó Brasil en dirección a Lisboa, con su familia el 26 de abril, y dejó atrás a su hijo y su esposa. Dos días antes de partir, le dio el siguiente aviso: «Pedro, si Brasil se separa de Portugal, mejor que lo haga para ti, que me respetarás, que para uno de esos aventureros».

#### «Independencia o muerte»
Pedro inició su regencia con la promulgación de decretos que garantizaban los derechos personales y de propiedad, la reducción del gasto público y la rebaja de los impuestos. Incluso los revolucionarios arrestados en el incidente de abril fueron liberados. Las tropas mandadas por el teniente general portugués Jorge de Avilez se amotinaron el 5 de junio de 1821 y exigieron que Pedro jurase defender la Constitución una vez fuese aprobada. El príncipe capeó la situación en solitario; negoció con calma e ingenio, se ganó el respeto de las tropas y consiguió reducir el impacto de aquellas exigencias que le parecían más inaceptables. El motín era un golpe de Estado militar mal apenas disfrazado que pretendía convertir a Pedro en un mero títere y brindarle el poder a Avilez. El príncipe acabó aceptando un resultado desfavorable, pero también avisó de que sería la última vez que cedía bajo presión.
La crisis alcanzó un punto de no retorno cuando las Cortes disolvieron el Gobierno central en Río de Janeiro y ordenaron el regreso de Pedro. Los brasileños percibieron esto como una maniobra para subyugar su país a Portugal una vez más, dado que no era una colonia desde 1815 y, de hecho, contaba con el estatus de reino. El príncipe recibió el 9 de enero de 1822 una petición con ocho mil firmas que le imploraban que no se marchase, a la que contestó: «Como es por el bien común y para satisfacción general de la Nación, estoy preparado. Díganle a la gente que me quedo». Ante esto, Avilez volvió a amotinarse e intentó forzarle a regresar a Portugal. Esta vez, el príncipe contraatacó reuniendo tropas brasileñas —aquellas que no se habían unido a los portugueses en los motines anteriores—, milicias y civiles armados. Superado en número, Avilez se rindió y fue expulsado de Brasil junto con sus tropas.
A lo largo de los siguientes meses, Pedro intentó mantener las apariencias y dar la impresión de que se mantenía la unidad con Portugal, pero la ruptura definitiva era inminente. Con ayuda de José Bonifácio, un capaz ministro, buscó apoyos fuera de Río de Janeiro. Para ello viajó a Minas Gerais en abril y a São Paulo en agosto; en ambos lugares fue bien acogido, lo que reforzó su autoridad. De vuelta del segundo de sus destinos, recibió la noticia, enviada el 7 de septiembre, de que las Cortes no aceptarían el autogobierno de Brasil y, además, castigarían a todo aquel que desobedeciese sus órdenes. «Siendo alguien que no rechazaba emprender las acciones más dramáticas por sus impulsos inmediatos —dice Barman del príncipe—, no necesitó más tiempo que el que le costó leer las cartas». Se montó en su yegua y, frente a su Guardia de Honor y su séquito, dijo: «Amigos, las Cortes portuguesas quieren esclavizarnos y perseguirnos. A partir de hoy, nuestras relaciones están rotas. Ya no nos une ningún vínculo [...] Por mi sangre, mi honra, mi Dios, juro traer la independencia de Brasil. Brasileños, que nuestra lema sea de hoy en adelante "¡Independencia o muerte!"».

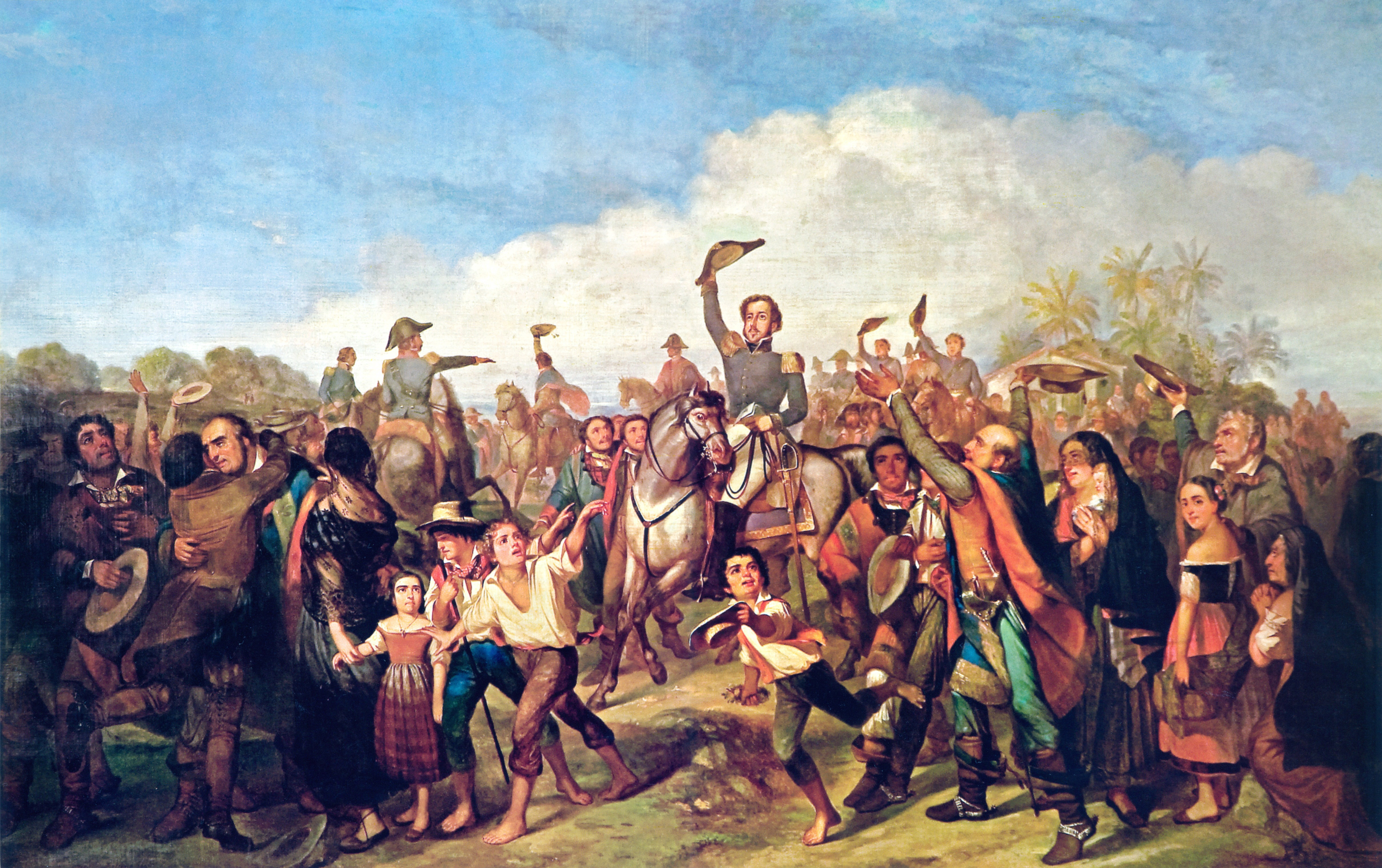
Pedro I de Brasil, llamado en Portugal El Rey Soldado, proclama la independencia de Brasil en 1822 y se nombra su primer emperador. Pintura de François-René Moreau.

#### Emperador constitucional
El príncipe fue proclamado emperador, con el nombre de Pedro I, el día de su vigesimocuarto cumpleaños, que coincidió con la fundación del Imperio de Brasil. Su coronación tuvo lugar el 1 de diciembre en la Iglesia de Nuestra Señora del Monte Carmelo (Río de Janeiro). Su ascensión al trono, sin embargo, no se materializó de inmediato en todos los territorios brasileños, sino que tuvo que forzar la sumisión de varias provincias en las regiones Norte, Nordeste y Sur; de hecho, las últimas unidades leales a Portugal no se rindieron hasta comienzos de 1824. Mientras tanto, la relación entre Pedro y Bonifácio se fue deteriorando. La situación alcanzó su punto álgido cuando el segundo fue destituido, bajo alegaciones de conducta inadecuada. Había usado su posición para hostigar, perseguir, arrestar e incluso enviar al exilio a sus enemigos políticos. Sus enemigos, por su parte, habían trabajado durante meses para ganarse el favor del emperador. Aun siendo príncipe regente, Pedro había recibido, el 13 de mayo de 1822, el título de «Defensor Perpetuo de Brasil». Asimismo, lo habían iniciado en la masonería el 2 de agosto y nombrado gran maestro el 7 de octubre en sustitución del propio Bonifácio.
La crisis entre el monarca y su antiguo ministro se dejó sentir de inmediato en la Asamblea General Nacional Constituyente, elegida con el objetivo de elaborar una constitución para el recién nacido país. Miembro de este órgano, Bonifácio recurrió a la demagogia y denunció la existencia de una gran conspiración contra los intereses brasileños; llegó a insinuar que Pedro I, nacido en Portugal, estaba implicado. A este le enfureció la invectiva, que consideraba dirigida a la lealtad de los ciudadanos que habían nacido en Portugal y que creía que dejaba entrever que su propio compromiso con Brasil estaba comprometido. Así, el 12 de noviembre de 1823 ordenó la disolución de la Asamblea Constituyente y convocó elecciones. Al día siguiente, le encargó al recién establecido Consejo de Estado la redacción de un borrador constitucional; copias de este se enviaron a todos los ayuntamientos y la gran mayoría votó a favor de adoptarlo de inmediato como la Constitución del imperio.
Pedro otorgó la constitución el 25 de marzo de 1824, lo que dio lugar a un Estado altamente centralizado. En consecuencia, elementos rebeldes dispersos por Ceará, Paraíba y Pernambuco trataron de escindirse de Brasil y unirse a lo que pasó a conocerse como Confederación del Ecuador. Aunque sin éxito, Pedro trató de evitar el derramamiento de sangre al ofrecerse a aplacar a los rebeldes. Furioso, dijo: «¿Qué buscaban los insultos de Pernambuco? Un castigo, ciertamente, y un castigo tal que sirva de ejemplo para el futuro». Los rebeldes no llegaron a asegurar el control de las provincias y fueron sojuzgados; para finales de 1824, la rebelión ya había sido sofocada. Se juzgó y ejecutó a dieciséis rebeldes, mientras que el resto recibió el perdón del emperador.

### Crisis internas y externas

#### Sucesión portuguesa
Tras unas largas negociaciones, Portugal firmó el 29 de agosto de 1825 un tratado con Brasil en el que reconocía su independencia. A excepción de este punto, las cláusulas en él provistas eran a expensas de Brasil —incluida una demanda de reparaciones a pagar a Portugal—, mientras que para la antigua metrópoli no se fijó ningún requisito. La compensación se había de pagar a todos los ciudadanos portugueses residentes en el territorio sudamericano, por las pérdidas que habían tenido, por ejemplo, con la confiscación de propiedades. A Juan VI se le concedió el derecho a usar el tratamiento de emperador de Brasil. Uno de los puntos más humillantes era aquel que aseguraba que, en vez de haberla conseguido los brasileños por la fuerza, la independencia la había concedido el monarca como acto benéfico. Además, se le reconoció a Gran Bretaña su papel en el desarrollo de las negociaciones con la firma de un tratado separado en el que se renovaban sus tratos comerciales preferentes y de una convención en la que Brasil se comprometía a abolir el tráfico de esclavos con África durante cuatro años. Ambos acuerdos perjudicaron gravemente los intereses comerciales brasileños.
Pedro recibió unos meses después la noticia de que su padre había fallecido el 10 de marzo de 1826 y de que él lo había sucedido en el trono portugués como el rey Pedro IV. Consciente de que la reunificación de Brasil y Portugal no sería vista con buenos ojos por ambas naciones, se apresuró a abdicar la corona de Portugal, cosa que hizo el 2 de mayo, en favor de su hija mayor, que se convirtió en la reina María II. Esta abdicación, no obstante, fue condicional: Portugal había de aceptar la Constitución que él mismo había esbozado y María II se casaría con su tío Miguel, hermano del emperador. Pese a la cesión del trono, Pedro continuó ejerciendo de rey ausente e intercedía en sus asuntos diplomáticos, así como en materia interna, llevando a cabo las designaciones. Le resultó difícil, sin embargo, mantener su posición como emperador de Brasil al margen de sus obligaciones a la hora de proteger los intereses de su hija en Portugal.
Miguel fingió aceptar los planes de su hermano. Nada más ser declarado regente, a comienzos de 1828, y con el respaldo de Carlota Joaquina, derogó la Constitución y, apoyado por los portugueses defensores del absolutismo, se proclamó rey con el nombre de Miguel I. Además de la de su querido hermano, Pedro tuvo también que soportar la deserción al bando contrario de las hermanas que le quedaban: María Teresa, María Francisca, Isabel María y María de la Asunción. Tan solo su hermana pequeña, Ana de Jesús María, se mantuvo fiel y, de hecho, viajó a Río de Janeiro para estar más cerca de él. Consumido por el odio, comenzó a creer en los rumores que decían que Miguel I había asesinado a su padre y se centró en Portugal y en intentar —en vano— recabar apoyos internacionales para los derechos de María.

#### Guerra y viudedad
Con el respaldo de las Provincias Unidas del Río de la Plata —la actual Argentina—, un pequeño grupo declaró en abril de 1825 la independencia de Cisplatina, la provincia más meridional de Brasil. Si bien el Gobierno percibió en un primer momento el desafío como un levantamiento insignificante, las Provincias Unidas, que esperaban anexionarse el territorio, se involucraron más en el asunto y causaron preocupaciones más serias. Como escarmiento, el Imperio declaró la guerra en diciembre. El emperador viajó a la provincia de Bahía, en el nordeste, en febrero de 1826 y se llevó a su mujer y a su hija María. Tenía como objetivo recabar apoyos para el esfuerzo de guerra, y los lugareños lo recibieron con los brazos abiertos.
Entre el séquito imperial se contaba Domitila de Castro Canto y Melo —por aquel entonces vizcondesa y más tarde marquesa de Santos—, quien había sido amante de Pedro I desde que se conocieran allá por 1822. Aunque él nunca había sido fiel a María Leopoldina, siempre había intentado ocultar sus escapadas sexuales con otras mujeres. No obstante, la atracción por su nueva amante «había llegado a ser flagrante y sin límites», al tiempo que su esposa tenía que soportar las ofensas y ser objeto de cotilleos. El monarca se mostró cada vez más grosero y arisco para con ella, la dejó con poco dinero, le prohibió abandonar el palacio y la forzó a estar siempre con Domitila, su dama de compañía. Su amante, mientras tanto, aprovechó la ocasión para favorecer sus intereses y los de su familia y amigos. Aquellos que buscaban favores o la promoción de sus proyectos ignoraban cada vez más los canales legales y, en cambio, le pedían ayuda a ella.
Pedro partió de Río de Janeiro rumbo a São José, provincia de Santa Catarina, el 24 de noviembre de 1826. De allí marchó a Porto Alegre, ciudad capital de Río Grande del Sur y en la que estaba estacionado el ejército. A su llegada, el 7 de diciembre, se encontró con que las condiciones militares eran peores de las que se había imaginado a partir de los informes. En palabras del historiador Neill Macaulay, «reaccionó con su habitual energía: emitió una gran cantidad de órdenes, destituyó a supuestos timadores e incompetentes, fraternizó con las tropas y, en general, dio una sacudida a la administración militar y civil». Ya emprendido el regreso a Río de Janeiro, se le comunicó que María Leopoldina había fallecido después de abortar. Corrió el rumor, infundado, de que había muerto después de que Pedro la agrediera. Mientras tanto, la guerra seguía su curso, sin ningún final a la vista, y Pedro acabó cediendo Cisplatina —que, al final, se convirtió en el país independiente de Uruguay— en agosto de 1825.

#### Segundo matrimonio
Tras el fallecimiento de su esposa, Pedro reconoció que la había tratado mal, y la relación con Domitila comenzó a desmoronarse. A diferencia de su amante, María Leopoldina era popular, honesta y lo amaba sin esperar nada a cambio. El emperador la echaba de menos sobremanera y ni su obsesión por Domitila le sirvió para sobreponerse al sentimiento de pérdida y arrepentimiento que lo embargaba. Un día, Domitila lo encontró en el suelo, llorando y abrazado a un retrato de su difunta esposa, cuyo espíritu, triste, aseguraba haber visto. Más tarde, el emperador abandonó la cama que compartía con ella y gritó: «¡Suéltame! Sé que llevo la vida indigna de un soberano. El pensamiento de la emperatriz no me abandona». No descuidó a los hijos, que se habían quedado huérfanos de madre, y en más de una ocasión se le vio con el joven Pedro en brazos y diciendo: «Pobre hijo, eres el príncipe más infeliz del mundo».
Por insistencia de Pedro, Domitila acabó marchando de Río de Janeiro el 27 de junio de 1828. El emperador había decidido volver a casarse y convertirse en una mejor persona y llegó incluso a intentar convencer a su anterior suegro de su sinceridad, al confiarle en una carta «que toda mi perversidad ha acabado, que no volveré a caer de nuevo en los errores, de los que me arrepiento y por los que he pedido perdón a Dios». No consiguió, empero, convencer a Francisco I, que, profundamente ofendido por la conducta mostrada hacia su hija en el pasado, retiró su apoyo a las cuestiones brasileñas y frustró, así, los intereses portugueses de Pedro. Dada su mala reputación en Europa, princesas de diferentes naciones del continente declinaron, una detrás de otra, sus propuestas de matrimonio. Su orgullo quedó así herido y le permitió a su amante volver, cosa que hizo el 29 de abril de 1829, tras cerca de un año fuera.
No obstante, al descubrir que se había arreglado un desposorio para él, decidió poner el punto final a su relación con ella, que regresó el 27 de agosto a la provincia de São Paulo, donde había nacido y donde se quedó. Días antes, el 2 de ese mismo mes, el emperador se había casado, por procuración, con la princesa bávara Amelia de Beauharnais, hija de Eugène de Beauharnais y Augusta de Baviera. Al conocerla en persona, quedó sorprendido por su belleza. Los votos se ratificaron en una misa nupcial celebrada el 17 de octubre. Amelia fue bondadosa y cariñosa con los niños y les brindó la normalidad que tanto necesitaban la familia y la población en general. Tras la marcha de la corte de Domitila, el compromiso del emperador de mejorar su actitud resultó ser sincero: no tuvo más aventuras y se mantuvo fiel a su esposa. En un intento por mitigar y superar los malentendidos del pasado, hizo las paces con José Bonifácio, su antiguo ministro y mentor.

### Entre Portugal y Brasil

#### Crisis sin fin

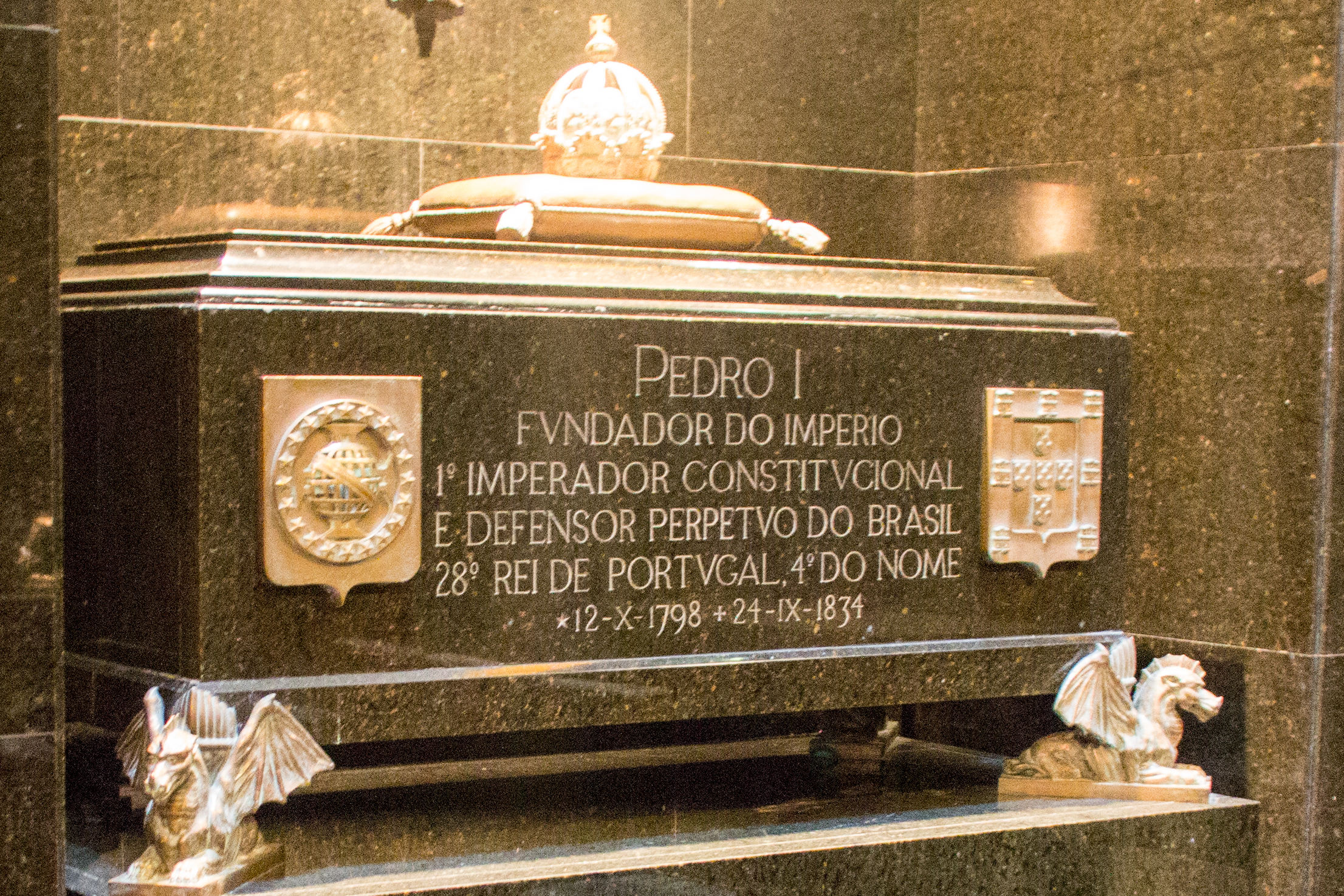
Tumba de Pedro I (Cripta Imperial, São Paulo, Brasil)

Desde los días de la Asamblea Constituyente de 1823 y después con un vigor renovado con la apertura del Parlamento brasileño, estaba candente una lucha ideológica sobre el equilibrio de fuerzas entre el emperador y la legislatura al mando del Gobierno. A un lado estaban aquellos que compartían la percepción de Pedro, políticos que creían que el monarca debía ser libre a la hora de designar a los ministros y escoger las políticas nacionales y la dirección del Gobierno. En la oposición estaban los miembros del Partido Liberal, que consideraban que eran los gabinetes los que debían ostentar el poder para dirigir el curso del Gobierno; asimismo, creían que estos gabinetes habrían de estar conformados por diputados elegidos del partido mayoritario y que respondiesen ante el Parlamento por sus acciones. En el fondo, ambas partes, defensores del Gobierno de Pedro y miembros del Partido Liberal por igual, abogaban por el liberalismo y, en consecuencia, por una monarquía constitucional.
Pese a sus fallos como dirigente, Pedro respetaba la Constitución: nunca interfirió en el desarrollo de las elecciones ni participó de fraudes electorales, se negó a refrendar las actas ratificadas por el Gobierno y no impuso restricciones a la libertad de expresión. Si bien se encontraba entre sus facultades, no disolvió la Cámara de Diputados para convocar nuevas elecciones cuando no estaba de acuerdo con sus objetivos ni pospuso la conformación de legislatura alguna. Periódicos y panfletos liberales se apoyaron en el hecho de que había nacido en tierras portuguesas para lanzar acusaciones válidas —como, por ejemplo, que mucha de su energía estaba dirigida a los asuntos relativos al país luso— y falsas —como que había estado involucrado en conspiraciones para derogar la Constitución y reunificar Brasil con Portugal—. Formaban parte de estas conspiraciones y de un gobierno en la sombra, según los liberales, todos los amigos portugueses del emperador que pertenecían a la corte imperial, incluido Francisco Gomes da Silva. Ninguna de las figuras acusadas estaba interesada en tales asuntos y, cualesquiera que fueran los intereses compartidos, no se esbozó ningún complot para derogar la Constitución o para subyugar Brasil nuevo.
Otro flanco por el que los liberales atacaron a Pedro fue por su defensa del abolicionismo; de hecho, había concebido un proceso para eliminar la esclavitud de manera gradual. El poder constitucional para legislar estaba, sin embargo, en manos de la Asamblea, dominada por terratenientes que contaban con esclavos y que, por tanto, podían frustrar sus planes. El emperador optó por intentar persuadir ejerciendo de ejemplo moral y puso sus tierras de Santa Cruz como modelo al concedérselas a los esclavos de allí, previamente liberados. El monarca también profesaba otras ideas avanzadas para la época. Cuando declaró su intención de permanecer en Brasil el 9 de enero de 1822 y no acatar órdenes portuguesas, la población quiso honrarle desenganchando las ataduras de los caballos y empujando el carruaje ellos mismos, pero Pedro se negó. En su respuesta, denunció, al mismo tiempo, el derecho divino de los reyes, la superioridad sanguínea de los nobles y el racismo: «Me ofende ver a mis semejantes dándole a un hombre tributos propios de las divinidades. Sé que mi sangre es del mismo color que la de los negros».

#### Abdicación
Los esfuerzos del emperador por apaciguar a los liberales dieron lugar a cambios de gran importancia. Brindó su apoyo a una ley de 1827 que establecía la responsabilidad ministerial individual. El 19 de marzo de 1831, designó un gabinete formado por políticos de la oposición, permitiendo así que el Parlamento tuviese un papel más relevante que el Gobierno. Ofreció, al fin, posiciones por Europa a Francisco Gomes y otro amigo, nacido en Portugal, para acallar los rumores sobre un «gabinete secreto». Para su consternación, sus medidas paliativas no apaciguaron a los liberales, que siguieron profiriendo ataques contra su Gobierno y aduciendo su condición de extranjero. Frustrado por la intransigencia, se mostró indispuesto a lidiar con la cada vez más deteriorada situación política.
Mientras tanto, los exiliados portugueses prosiguieron con su campaña para convencerlo de que se olvidase de Brasil y dirigiera sus energías a la lucha en favor de la reclamación de la Corona portuguesa por parte de su hija. Según Roderick J. Barman, «[en] una emergencia, las habilidades del emperador resplandecían; su nervio se calmaba y era ingenioso y firme en la acción. La vida como monarca constitucional, llena de tedio, precaución y conciliación, iba en contra de la esencia de su carácter». Por otro lado, prosigue este historiador, «encontraba en el caso de su hija todo lo que apelaba a su personalidad. Al ir a Portugal, podría defender a los oprimidos, mostrar su caballerosidad y abnegación, mantener el gobierno constitucional y gozar de la libertad de acción que deseaba».
La idea de abdicar el trono brasileño y regresar a Portugal comenzó a tomar forma en su mente y, a partir de 1829, hablaba sobre ella de manera frecuente. Pronto se le presentó una oportunidad para actuar en consonancia con esa noción. La facción más radical del Partido Liberal reunió a bandas callejeras y les ordenó acosar a la comunidad portuguesa de Río. El 11 de marzo de 1831, en un episodio conocido como noite das garrafadas —«noche de las botellas rotas»—, los portugueses tomaron represalias y estallaron disturbios en las calles de la capital. El 5 de abril, Pedro destituyó al gabinete liberal, que tan solo había estado en el poder desde el día 19 del mes anterior, por su incompetencia a la hora de restaurar el orden. Una multitud, incitada por los radicales, se reunió en el centro de la ciudad la tarde del 6 de abril para exigir la inmediata restauración del antiguo gabinete. La repuesta de Pedro fue: «Haré todo para el pueblo, pero nada por el pueblo». Poco después de medianoche, tropas del ejército, incluida su guardia personal, desertaron y se sumaron a las protestas. Fue en ese momento cuando se percató de lo solo y alejado de los asuntos brasileños que estaba, y, para sorpresa de todos, abdicó a alrededor de las tres de la madrugada del 7 de abril. Al entregar el documento de abdicación al mensajero, afirmó: «Aquí está mi abdicación; ¡deseo que sean felices! Me retiro a Europa y abandono un país que he amado mucho y todavía amo».

### Regreso a Europa

#### Guerra de restauración
En la mañana del 7 de abril, Pedro, su mujer y otros, incluidas su hija María II y su hermana Ana de Jesús se embarcaron en el navío de guerra británico HMS Warspite. La embarcación permaneció anclada en las costas de Río de Janeiro y el antiguo emperador se trasladó al HMS Volage casi una semana después para, al día siguiente, partir rumbo a Europa. Arribó a Cherburgo-Octeville, en Francia, el 10 de junio. Durante los siguientes meses, anduvo a caballo entre Francia y Gran Bretaña, cuyos gobiernos lo recibieron de buen agrado, pero ninguno le ofreció apoyo. En una situación incómoda, pues no contaba con títulos ni en la casa imperial brasileña ni en la casa real portuguesa, asumió el 15 de junio el título de duque de Braganza, que ya había tenido anteriormente como heredero de Portugal. Si bien el título debería pertenecer al heredero de María, cosa que Pedro ciertamente no era, su reivindicación contó con el beneplácito general. Su única hija con Amelia, la princesa María Amelia, nació en París el 1 de diciembre.
Pedro no se olvidó de sus otros hijos, que se habían quedado en Brasil. Les escribió, a cada uno de ellos, conmovedoras cartas en las que les recordaba cuánto les echaba de menos y les pedía repetidamente que no descuidasen sus estudios. Poco después de su abdicación, le había confiado a su sucesor: «Tengo la intención de que mi hermano Miguel y yo seamos los últimos mal educados de la familia Braganza». Charles Napier, un comandante naval que luchó bajo la bandera de Pedro en la década de 1830, resaltó que «sus buenas cualidades eran suyas propias; lo malo se debía a la falta de educación; y ningún hombre era más consciente de su defecto que él mismo». Las cartas que le enviaba a Pedro II solían estar escritas en un portugués más elevado que el nivel de lectura del niño, lo que ha llevado a los historiadores a pensar que tales pasajes tenían como objetivo servir de consejos al joven monarca, de tal manera que los pudiese consultar al alcanzar la edad adulta.
En París, el duque de Braganza conoció y se hizo amigo de Gilbert du Motier, marqués de La Fayette, veterano de la guerra de Independencia de los Estados Unidos que se había convertido en uno de sus más acérrimos defensores. Pedro se despidió de su familia, Lafayette y cerca de otras doscientas personas el 25 de enero de 1832. Se arrodilló delante de María II y le dijo: «Señora mía, aquí estás con un general portugués que va a salvaguardar tus derechos y a restaurar tu corona». Esta se echó a llorar y lo abrazó. Pedro navegó al archipiélago atlántico de las Azores, el único territorio portugués que se había mantenido leal a su hija. Tras unos pocos meses de preparaciones, se embarcó rumbo al Portugal continental y entró en la ciudad de Oporto el 9 de julio, sin encontrar oposición. Iba a la cabeza de un pequeño ejército compuesto de liberales portugueses, como Almeida Garrett y Alejandro Herculano, así como de mercenarios extranjeros y voluntarios como el nieto de Lafayette, Adrien Jules de Lasteyrie.

#### Fallecimiento

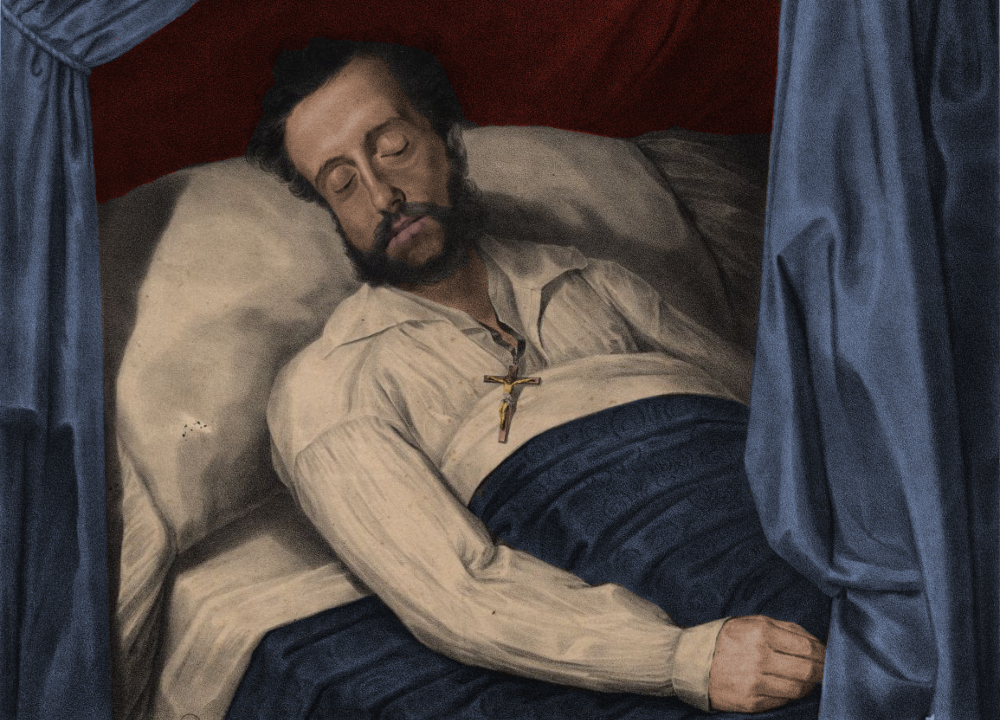
Pedro I de Brasil y IV de Portugal en su lecho de muerte.

Superado en número, el ejército liberal de Pedro quedó sitiado en Oporto durante más de un año. Allí le llegó la noticia, a comienzos de 1833, de que su hija Paula estaba al borde de la muerte. Meses después, en septiembre, se reunió con Antônio Carlos de Andrada, un hermano de Bonifácio que había venido de Brasil. Como representante del Partido Restaurador, le pidió al duque de Braganza que volviese a Brasil y dirigiese su antiguo imperio como regente hasta que su hijo alcanzase la mayoría de edad. Se percató, sin embargo, de que los restauradores lo querían usar para facilitar su propio ascenso al poder; así las cosas, frustró a Antônio Carlos exigiéndole cosas imposibles de cumplir, de modo que pudiese asegurase de que era el pueblo brasileño en su conjunto, y no solo una facción, el que verdaderamente le quería de vuelta. Quería, además, que cualquier petición de retorno se ajustase dentro del marco constitucional. El deseo del pueblo habría de canalizarse a través de sus representantes locales y su designación debería aprobarse en la Asamblea General. Solo entonces, y «con la presentación ante él de una petición en Portugal por una delegación oficial del Parlamento brasileño», consideraría regresar.
Durante de la guerra, montó cañones, cavó trincheras, cuidó de los heridos, se juntó a comer con los soldados de rango más fajo y luchó bajo fuego pesado, viendo cómo los hombres que estaban a su lado eran blanco de disparos o hechos pedazos. Su causa estaba casi perdida y tuvo que tomar la arriesgada decisión de dividir sus fuerzas y enviar a una parte a lanzar una ofensiva anfibia sobre el sur de Portugal. La región del Algarve cayó en manos de la expedición, que después puso rumbo al norte, directa hacia Lisboa, que se rindió el 24 de julio. Pedro procedió entonces a someter el resto del territorio, pero cuando el conflicto parecía ya encarrilado hacia una resolución, su tío español, Carlos María Isidro de Borbón, que estaba intentando hacerse con la corona que ostentaba su sobrina, Isabel II, intervino.  En este conflicto mayor, que englobó al conjunto de la península ibérica y se conoció como la primera guerra carlista, el duque de Braganza se alió con los ejércitos liberales españoles, leales a Isabel, y derrotó tanto a Miguel I como a Carlos.  El 26 de mayo de 1834 se alcanzó un acuerdo de paz.
Salvo por los brotes de epilepsia, que se manifestaban en ataques cada ciertos años, Pedro gozaba de una buena salud. La contienda, sin embargo, minó su constitución y para 1834 estaba ya muriendo de tuberculosis. Quedó confinado a su cama en el Palacio Real de Queluz desde el 10 de septiembre. Dictó una carta abierta a los brasileños en la que rogaba que se diesen pasos en pos de la abolición de la esclavitud: «La esclavitud es un mal, y un ataque contra los derechos y la dignidad de la especie humana, pero sus consecuencias son menos perjudiciales para aquellos que sufren el cautiverio que para la Nación cuyas leyes la permiten. Es un cáncer que devora su moralidad». Tras una larga y dolorosa enfermedad, falleció a las dos y media de la tarde del 24 de septiembre de 1834. Tal y como había pedido, su corazón se colocó en la iglesia de Lapa, en Oporto, mientras que su cuerpo se enterró, en un principio, en el Panteón Real de la Dinastía de Braganza de la iglesia de San Vicente de Fora. La noticia de su muerte llegó a oídos de los habitantes de Río el 20 de noviembre, pero a sus hijos no se les hizo saber hasta pasado el 2 de diciembre. Bonifácio, que ya no ejercía como su guardián, les escribió a Pedro II y sus hermanas: «Don Pedro no murió. Solo los hombres normales mueren, los héroes no».

### Legado

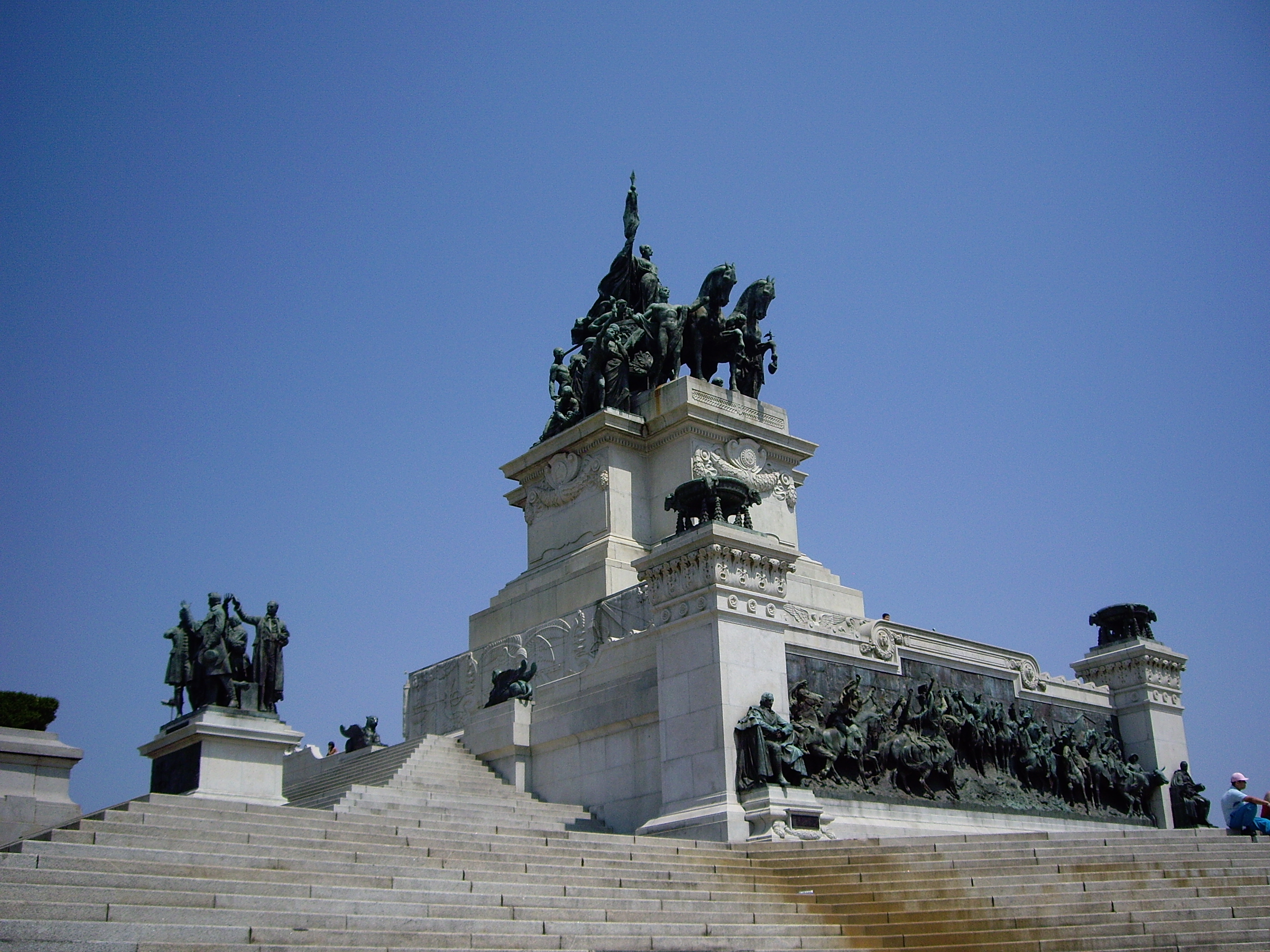
Monumento a la Independencia de Brasil, donde los restos de Pedro descansan junto a los de sus dos esposas

El Partido Restaurador se desvaneció con la muerte de Pedro. Una vez hubo fallecido y no siendo su posible su regreso al poder, se pudo llevar a cabo una evaluación justa y equilibrada de su trayectoria como monarca. Evaristo da Veiga, uno de sus críticos más acérrimos, así como líder del Partido Liberal, hizo una declaración que, según el historiador Otávio Tarquínio de Sousa, pasó a asentarse como la visión predominante: «el antiguo emperador de Brasil no era un príncipe ordinario [...] y la Providencia ha hecho de él un instrumento de liberación, tanto en Brasil como en Portugal. Si nosotros (los brasileños) existimos como un cuerpo en una Nación libre, si nuestra tierra no fue desgarrada en pequeñas repúblicas enemigas, en las que apenas prevalecían la anarquía y el espíritu militar, se lo debemos en gran medida a la resolución que adoptó de quedarse entre nosotros, de proferir el primer grito por nuestra independencia». Y continuaba: «Portugal, si se liberó de la más oscura y degradante tiranía [...] si goza de los beneficios traídos por un gobierno representativo a las gentes cultivadas, se lo debe a D. Pedro de Alcântara, cuyas fatigas, sufrimientos y sacrificios por la causa portuguesa le han ganado, en alto grado, el tributo de gratitud nacional».
John Armitage, que vivió en Brasil durante la última parte del reinado de Pedro, comentaba que «incluso los errores del Monarca se han atendido con gran beneficio a través de su influencia en los asuntos de la madre patria. Si hubiese gobernado con más sabiduría, habría sido bueno para su tierra de adopción, pero, tal vez, desafortunado para la humanidad». Añadía, además, que al igual que «el difunto emperador de los franceses, era también hijo del destino, o incluso un instrumento en las manos de la caritativa Providencia para el adelanto de fines grandes e inescrutables. Tanto en el antiguo como en el nuevo mundo, estaba predestinado a convertirse en instrumento de más revoluciones, y antes del fin de su brillante carrera, más efímera, carrera en la tierra de sus padres, para pagar por los errores y locuras de su vida anterior, por su devoción caballeresca y heroica por la causa de la libertad civil y religiosa».

Traslado del cuerpo de Pedro I a Brasil en 1972

En 1972, coincidiendo con el 150 aniversario de la independencia, su cuerpo se llevó a Brasil —tal y como había requerido en su testamento—, acompañado de fanfarrias y honras dignas de un jefe de Estado. Sus restos se enterraron en el Monumento a la Independencia de Brasil de São Paulo, junto con los de María Leopoldina y Amelia. Los tres cuerpos fueron exhumados en 2012 para llevar a cabo exámenes y pesquisas arqueológicas y científicas con el fin de descubrir más cosas acerca del emperador y sus dos emperatrices. El historiador Neill Macaulay sostiene que «las críticas a Don Pedro se expresaban con libertad y muchas veces de manera vehemente; le empujó a abdicar de dos tronos. Su tolerancia hacia las críticas públicas y su disposición a ceder poder separan a Don Pedro de sus predecesores absolutistas y de los gobernantes de los Estados coercitivos de hoy, cuyos mandatos vitalicios son tan seguros como los de los reyes de antaño». Macaulay afirma que «los líderes liberales exitosos como Don Pedro son ocasionalmente homenajeados con un monumento de piedra o bronce, pero sus retratos, de cuatro pisos de altura, no figuran en los edificios públicos; sus imágenes no se pasean en marchas de cientos de miles de manifestantes uniformados; ningún "-ismo" se adhiere a sus nombres».

### Corazón
El corazón de Pedro I le fue extraído tras su muerte, a petición suya, y se conserva en Portugal.

## Títulos, tratamientos y honores
En Portugal:
| ● 11 de octubre de 1798-11 de junio de 1801:    | Su alteza real el infante don Pedro  |
| ● 11 de junio de 1801-20 de marzo de 1816:      | Su alteza real el príncipe de Beira  |
| ● 20 de marzo de 1816-9 de enero de 1817:       | Su alteza real el príncipe de Brasil |
| ● 9 de enero de 1817-10 de marzo de 1826:       | Su alteza real el príncipe real      |
| ● 10 de marzo de 1826-2 de mayo de 1826:        | Su fidelísima majestad el rey        |
| ● 15 de junio de 1831-24 de septiembre de 1834: | Su alteza real el duque de Braganza  |

En Brasil:
| ● 12 de octubre de 1822-7 de junio de 1831: | Su majestad imperial el emperador de Brasil |

## Familia

### Descendencia
| Nombre | Retrato | Vida | Notas |
| Con María Leopoldina de Austria (22 de enero de 1797 – 11 de diciembre de 1826; casado, por procuración, el 13 de mayo de 1817) | Con María Leopoldina de Austria (22 de enero de 1797 – 11 de diciembre de 1826; casado, por procuración, el 13 de mayo de 1817) | Con María Leopoldina de Austria (22 de enero de 1797 – 11 de diciembre de 1826; casado, por procuración, el 13 de mayo de 1817) | Con María Leopoldina de Austria (22 de enero de 1797 – 11 de diciembre de 1826; casado, por procuración, el 13 de mayo de 1817) |
| --- | --- | --- | --- |
| María II de Portugal | Cuadro que muestra la cabeza y los hombros de una mujer que lleva un vestido azul y pelo castaño rojizo | 4 de abril de 1819-15 de noviembre de 1853                                                                                      | Reina de Portugal desde 1826 hasta 1853. Su primer marido, Augusto de Beauharnais, murió unos pocos meses después de la boda. Su segundo esposo, el príncipe Fernando Augusto Francisco Antonio de Sajonia-Coburgo-Gotha, se convirtió en rey, con el nombre de Fernando II, tras el nacimiento de su primer hijo. Nacieron, en total, once niños de este matrimonio. María fue, como princesa imperial, heredera de su hermano Pedro II hasta que la ley número 91, de 30 de octubre de 1835, la excluyó de la línea de sucesión. |
| Miguel, príncipe de Beira | | 26 de abril de 1820 | Príncipe de Beira. |
| Juan Carlos, príncipe de Beira                                                                                                  | | 6 de marzo de 1821 – 4 de febrero de 1822                                                                                       | Príncipe de Beira desde su nacimiento hasta su fallecimiento. |
| Genara María de Braganza | Fotografía sepia que muestra la cabeza y los hombros de una mujer de mediana edad que lleva un vestido oscuro con cuello blanco | 11 de marzo de 1822-13 de marzo de 1901                                                                                         | Se casó con príncipe Luis de las Dos Sicilias, hijo de Francisco I, rey de ese territorio. Tuvo con él cuatro hijos. Reconocida oficialmente como infanta de Portugal el 4 de junio de 1822, se la consideró más adelante excluida de la línea de sucesión portuguesa una vez se hubo independizado Brasil. |
| Paula de Braganza | | 17 de febrero de 1823-16 de enero de 1833                                                                                       | Falleció cuando tenía tan solo 9 años, probablemente de meningitis. Nacida en un Brasil ya independiente, se la excluyó de la línea de sucesión portuguesa. |
| Francisca de Braganza | Fotografía sepia que muestra la cara y los hombros de una mujer que lleva un velo sobre su pelo | 2 de agosto de 1824-27 de marzo de 1898                                                                                         | Se casó con Francisco de Orleans, Príncipe de Joinville, hijo de Luis Felipe I, rey de los franceses. Tuvo con él tres hijos. Nacida en un Brasil ya independiente, a Francisca se la excluyó de la línea de sucesión portuguesa. |
| Pedro II de Brasil | Fotografía sepia que muestra la cabeza y los hombros de un hombre con barba, pelo claro y chaqueta formal negra, camisa blanca y pajarita oscura                                                                                         | 2 de diciembre de 1825-5 de diciembre de 1891                                                                                   | Emperador de Brasil desde 1831 hasta 1889. Se casó con Teresa Cristina de Borbón-Dos Sicilias, hija del rey Francisco I. Tuvo con ella cuatro hijos. Nacido en un Brasil ya independiente, se le excluyó de la línea de sucesión portuguesa y no se le coronó rey como Pedro V de Portugal tras la abdicación de su padre. |
| Con Amélie de Leuchtenberg (31 de julio de 1812 – 26 de enero de 1873; casados por poderes el 2 de agosto de 1829)              | | | |
| María Amelia de Braganza | Painted head and shoulders portrait of a young woman wearing an ermine stole thrown over one shoulder, a double strand of large pearls around her neck, pearl drop earrings, and a pink camellia arranged in the hair over her right ear | 1 de diciembre de 1831-4 de febrero de 1853                                                                                     | Vivió toda su vida en Europa y nunca visitó Brasil. María Amélia se comprometió con el archiduque Maximiliano, más tarde el emperador Maximiliano I del México, pero murió antes de su matrimonio. Nacida años después de que su padre abdicara de la Corona portuguesa, María Amélia nunca estuvo en la línea de sucesión al trono portugués. |
| Con Domitila de Castro, Marquesa de Santos (27 de diciembre de 1797 – 3 de noviembre de 1867)                                   | | | |
| Isabel María de Alcântara Brasileira                                                                                            | Black and white copy of a painted portrait showing the head and shoulders of a woman with dark, curled hair, large eyes and wearing a circlet of flowers and veil on her head                                                            | 23 de mayo de 1824-3 de noviembre de 1898                                                                                       | Fue la única hija de Pedro I nacida fuera de matrimonio que este reconoció como legítima. El 24 de mayo de 1826, Isabel María recibió el título de «duquesa de Goiás», el tratamiento protocolario de Alteza y el derecho a usar el honorífico «doña». Fue la primera persona en disfrutar del cargo de duquesa del Imperio de Brasil. Estas distinciones no le confirieron, sin embargo, el estatus de princesa brasileña ni la colocaron en la línea de sucesión. En su testamento, Pedro le dio parte de su patrimonio. Más tarde, perdería sus títulos y honores brasileños por su casamiento, el 17 de abril de 1843, con un extranjero, Ernesto Fischler de Treuberg, conde de Treuberg. |
| Pedro de Alcântara Brasileiro                                                                                                   | | 7 de diciembre de 1825-27 de diciembre de 1825                                                                                  | Al parecer, Pedro I consideró darle el título de «duque de São Paulo», pero la temprana muerte del niño no le dio opción. |
| María Isabel de Alcântara Brasileira                                                                                            | | 13 de agosto de 1827-25 de octubre de 1828                                                                                      | Pedro consideró darle el título de «duquesa de Ceará», el tratamiento de Alteza y el derecho a usar «doña». Sin embargo, su temprana muerte evitó que se hicieran efectivos. Aun así, en muchas fuentes se la cita como duquesa, si bien «no existe constancia del registro de su título en los libros oficiales, ni mención en los documentos relacionados con su funeral». |
| María Isabel de Alcântara Brasileira                                                                                            | Black and white photograph showing the head and shoulders of a woman with dark hair wearing a dress with a large, white collar | 28 de febrero de 1830-13 de septiembre de 1896                                                                                  | Condesa de Iguaçu por su casamiento, en 1848, con Pedro Caldeira Brant, hijo de Felisberto Caldeira Brant, marqués de Barbacena. Su padre no le dio ningún título por su matrimonio con Amelia. No obstante, Pedro I la reconoció como su hija en su testamento, aunque sin brindarle nada de su herencia, a excepción de una solicitud para que su viuda se encargara de su educación y crianza. |
| Con María Benedicta, baronesa de Sorocaba (18 de diciembre de 1792 – 5 de marzo de 1857)                                        | | | |
| Rodrigo Delfim Pereira | Faded sepia photograph showing the head and shoulders of a man with dark, wavy hair, mustache and wearing a dark coat, white shirt with wingtip collar and dark cravat                                                                   | 4 de noviembre de 1823-31 de enero de 1891                                                                                      | En su testamento, Pedro I lo reconoció como su hijo y le dio parte de sus posesiones. Se convirtió en diplomático y residió durante gran parte de su vida en Europa. |
| Con Henriette Josephine Clemence Saisset                                                                                        | | | |
| Pedro de Alcântara Brasileiro                                                                                                   | | 28 de agosto de 1829-¿? | En su testamento, Pedro I lo reconoció como su hijo y le dio parte de sus posesiones. Uno de sus hijos fue oficial de la Marina francesa. |

## Ancestros
| \| \| \| \| \| \| \| \| \| \| \| \| \| \| \| \| \| \| \| \| 16. Pedro II, rey de Portugal \| \| \| \| \| \| \| \| \| \| \| \| \| \| \| \| \| \| \| \| \| \| \| \| \| \| \| \| \| \| \| \| \| \| \| \| \| \| \| \| \| \| \| \| \| \| \| \| \| \| \| \| \| \| 8. Juan V, rey de Portugal (= 20) \| \| \| \| \| \| \| \| \| \| \| \| \| \| \| \| \| \| \| \| \| \| \| \| \| \| \| \| \| \| \| \| \| \| \| \| \| \| \| \| \| \| \| \| \| \| \| \| \| \| \| \| \| \| 17. Condesa palatina María Sofía de Palatinado-Neoburgo \| \| \| \| \| \| \| \| \| \| \| \| \| \| \| \| \| \| \| \| \| \| \| \| \| \| \| \| \| \| \| \| \| \| \| \| \| \| \| \| \| \| \| \| \| \| \| \| \| \| \| \| \| \| 4. Infante Pedro de Portugal[287] \| \| \| \| \| \| \| \| \| \| \| \| \| \| \| \| \| \| \| \| \| \| \| \| \| \| \| \| \| \| \| \| \| \| \| \| \| \| \| \| \| \| \| \| \| \| \| \| \| \| \| \| \| \| 18. Leopoldo I, emperador del Sacro Imperio Romano Germánico \| \| \| \| \| \| \| \| \| \| \| \| \| \| \| \| \| \| \| \| \| \| \| \| \| \| \| \| \| \| \| \| \| \| \| \| \| \| \| \| \| \| \| \| \| \| \| \| \| \| \| \| \| \| 9. Archiduquesa María Ana de Austria (= 21) \| \| \| \| \| \| \| \| \| \| \| \| \| \| \| \| \| \| \| \| \| \| \| \| \| \| \| \| \| \| \| \| \| \| \| \| \| \| \| \| \| \| \| \| \| \| \| \| \| \| \| \| \| \| 19. Condesa palatina Leonor Magdalena de Palatinado-Neoburgo \| \| \| \| \| \| \| \| \| \| \| \| \| \| \| \| \| \| \| \| \| \| \| \| \| \| \| \| \| \| \| \| \| \| \| \| \| \| \| \| \| \| \| \| \| \| \| \| \| \| \| \| \| \| 2. Juan VI, rey de Portugal \| \| \| \| \| \| \| \| \| \| \| \| \| \| \| \| \| \| \| \| \| \| \| \| \| \| \| \| \| \| \| \| \| \| \| \| \| \| \| \| \| \| \| \| \| \| \| \| \| \| \| \| \| \| 20. Juan V, rey de Portugal (= 8) \| \| \| \| \| \| \| \| \| \| \| \| \| \| \| \| \| \| \| \| \| \| \| \| \| \| \| \| \| \| \| \| \| \| \| \| \| \| \| \| \| \| \| \| \| \| \| \| \| \| \| \| \| \| 10. José I, rey de Portugal \| \| \| \| \| \| \| \| \| \| \| \| \| \| \| \| \| \| \| \| \| \| \| \| \| \| \| \| \| \| \| \| \| \| \| \| \| \| \| \| \| \| \| \| \| \| \| \| \| \| \| \| \| \| 21. Archiduquesa María Ana de Austria (= 9) \| \| \| \| \| \| \| \| \| \| \| \| \| \| \| \| \| \| \| \| \| \| \| \| \| \| \| \| \| \| \| \| \| \| \| \| \| \| \| \| \| \| \| \| \| \| \| \| \| \| \| \| \| \| 5. María I, reina de Portugal \| \| \| \| \| \| \| \| \| \| \| \| \| \| \| \| \| \| \| \| \| \| \| \| \| \| \| \| \| \| \| \| \| \| \| \| \| \| \| \| \| \| \| \| \| \| \| \| \| \| \| \| \| \| 22. Felipe V, rey de España (= 24 y 28) \| \| \| \| \| \| \| \| \| \| \| \| \| \| \| \| \| \| \| \| \| \| \| \| \| \| \| \| \| \| \| \| \| \| \| \| \| \| \| \| \| \| \| \| \| \| \| \| \| \| \| \| \| \| 11. Infanta Mariana Victoria de España \| \| \| \| \| \| \| \| \| \| \| \| \| \| \| \| \| \| \| \| \| \| \| \| \| \| \| \| \| \| \| \| \| \| \| \| \| \| \| \| \| \| \| \| \| \| \| \| \| \| \| \| \| \| 23. Princesa Isabel de Parma (= 25 y 29) \| \| \| \| \| \| \| \| \| \| \| \| \| \| \| \| \| \| \| \| \| \| \| \| \| \| \| \| \| \| \| \| \| \| \| \| \| \| \| \| \| \| \| \| \| \| \| \| \| \| \| \| \| \| 1. Pedro I, emperador de Brasil y rey de Portugal como Pedro IV \| \| \| \| \| \| \| \| \| \| \| \| \| \| \| \| \| \| \| \| \| \| \| \| \| \| \| \| \| \| \| \| \| \| \| \| \| \| \| \| \| \| \| \| \| \| \| \| \| \| \| \| \| \| 24. Felipe V, rey de España (= 22 y 28) \| \| \| \| \| \| \| \| \| \| \| \| \| \| \| \| \| \| \| \| \| \| \| \| \| \| \| \| \| \| \| \| \| \| \| \| \| \| \| \| \| \| \| \| \| \| \| \| \| \| \| \| \| \| 12. Carlos III, rey de España \| \| \| \| \| \| \| \| \| \| \| \| \| \| \| \| \| \| \| \| \| \| \| \| \| \| \| \| \| \| \| \| \| \| \| \| \| \| \| \| \| \| \| \| \| \| \| \| \| \| \| \| \| \| 25. Princesa Isabel de Parma (= 23 y 29) \| \| \| \| \| \| \| \| \| \| \| \| \| \| \| \| \| \| \| \| \| \| \| \| \| \| \| \| \| \| \| \| \| \| \| \| \| \| \| \| \| \| \| \| \| \| \| \| \| \| \| \| \| \| 6. Carlos IV, rey de España \| \| \| \| \| \| \| \| \| \| \| \| \| \| \| \| \| \| \| \| \| \| \| \| \| \| \| \| \| \| \| \| \| \| \| \| \| \| \| \| \| \| \| \| \| \| \| \| \| \| \| \| \| \| 26. Augusto III, rey de Polonia \| \| \| \| \| \| \| \| \| \| \| \| \| \| \| \| \| \| \| \| \| \| \| \| \| \| \| \| \| \| \| \| \| \| \| \| \| \| \| \| \| \| \| \| \| \| \| \| \| \| \| \| \| \| 13. Princesa María Amalia de Sajonia \| \| \| \| \| \| \| \| \| \| \| \| \| \| \| \| \| \| \| \| \| \| \| \| \| \| \| \| \| \| \| \| \| \| \| \| \| \| \| \| \| \| \| \| \| \| \| \| \| \| \| \| \| \| 27. Archiduquesa María Josefa de Austria \| \| \| \| \| \| \| \| \| \| \| \| \| \| \| \| \| \| \| \| \| \| \| \| \| \| \| \| \| \| \| \| \| \| \| \| \| \| \| \| \| \| \| \| \| \| \| \| \| \| \| \| \| \| 3. Infanta Carlota Joaquina de España \| \| \| \| \| \| \| \| \| \| \| \| \| \| \| \| \| \| \| \| \| \| \| \| \| \| \| \| \| \| \| \| \| \| \| \| \| \| \| \| \| \| \| \| \| \| \| \| \| \| \| \| \| \| 28. Felipe V, rey de España (= 22 y 24) \| \| \| \| \| \| \| \| \| \| \| \| \| \| \| \| \| \| \| \| \| \| \| \| \| \| \| \| \| \| \| \| \| \| \| \| \| \| \| \| \| \| \| \| \| \| \| \| \| \| \| \| \| \| 14. Felipe, duque I de Parma \| \| \| \| \| \| \| \| \| \| \| \| \| \| \| \| \| \| \| \| \| \| \| \| \| \| \| \| \| \| \| \| \| \| \| \| \| \| \| \| \| \| \| \| \| \| \| \| \| \| \| \| \| \| 29. Princesa Isabel de Parma (= 23 y 25) \| \| \| \| \| \| \| \| \| \| \| \| \| \| \| \| \| \| \| \| \| \| \| \| \| \| \| \| \| \| \| \| \| \| \| \| \| \| \| \| \| \| \| \| \| \| \| \| \| \| \| \| \| \| 7. Princesa María Luisa de Parma \| \| \| \| \| \| \| \| \| \| \| \| \| \| \| \| \| \| \| \| \| \| \| \| \| \| \| \| \| \| \| \| \| \| \| \| \| \| \| \| \| \| \| \| \| \| \| \| \| \| \| \| \| \| 30. Luis XV, rey de Francia \| \| \| \| \| \| \| \| \| \| \| \| \| \| \| \| \| \| \| \| \| \| \| \| \| \| \| \| \| \| \| \| \| \| \| \| \| \| \| \| \| \| \| \| \| \| \| \| \| \| \| \| \| \| 15. Princesa Luisa Isabel de Francia \| \| \| \| \| \| \| \| \| \| \| \| \| \| \| \| \| \| \| \| \| \| \| \| \| \| \| \| \| \| \| \| \| \| \| \| \| \| \| \| \| \| \| \| \| \| \| \| \| \| \| \| \| \| 31. Condesa María Leszczyńska \| \| \| \| \| \| \| \| \| \| \| \| \| \| \| \| \| \| \| \| \| \| \| \| \| \| \| \| \| \| \| \| \| \| \| \| \| \| \| \| \| \| \| \| \| \| \| \| \| \| \| \| |                                                                 |  |  |  |  |  |  |  |  |  |  |  |  |  |  |  |
| |                                                                 |  |  |  |  |  |  |  |  |  |  |  |  |  |  |  |
| | 16. Pedro II, rey de Portugal                                   |  |  |  |  |  |  |  |  |  |  |  |  |  |  |  |
| |                                                                 |  |  |  |  |  |  |  |  |  |  |  |  |  |  |  |
| |                                                                 |  |  |  |  |  |  |  |  |  |  |  |  |  |  |  |
| | 8. Juan V, rey de Portugal (= 20)                               |  |  |  |  |  |  |  |  |  |  |  |  |  |  |  |
| |                                                                 |  |  |  |  |  |  |  |  |  |  |  |  |  |  |  |
| |                                                                 |  |  |  |  |  |  |  |  |  |  |  |  |  |  |  |
| | 17. Condesa palatina María Sofía de Palatinado-Neoburgo         |  |  |  |  |  |  |  |  |  |  |  |  |  |  |  |
| |                                                                 |  |  |  |  |  |  |  |  |  |  |  |  |  |  |  |
| |                                                                 |  |  |  |  |  |  |  |  |  |  |  |  |  |  |  |
| | 4. Infante Pedro de Portugal                                    |  |  |  |  |  |  |  |  |  |  |  |  |  |  |  |
| |                                                                 |  |  |  |  |  |  |  |  |  |  |  |  |  |  |  |
| |                                                                 |  |  |  |  |  |  |  |  |  |  |  |  |  |  |  |
| | 18. Leopoldo I, emperador del Sacro Imperio Romano Germánico    |  |  |  |  |  |  |  |  |  |  |  |  |  |  |  |
| |                                                                 |  |  |  |  |  |  |  |  |  |  |  |  |  |  |  |
| |                                                                 |  |  |  |  |  |  |  |  |  |  |  |  |  |  |  |
| | 9. Archiduquesa María Ana de Austria (= 21)                     |  |  |  |  |  |  |  |  |  |  |  |  |  |  |  |
| |                                                                 |  |  |  |  |  |  |  |  |  |  |  |  |  |  |  |
| |                                                                 |  |  |  |  |  |  |  |  |  |  |  |  |  |  |  |
| | 19. Condesa palatina Leonor Magdalena de Palatinado-Neoburgo    |  |  |  |  |  |  |  |  |  |  |  |  |  |  |  |
| |                                                                 |  |  |  |  |  |  |  |  |  |  |  |  |  |  |  |
| |                                                                 |  |  |  |  |  |  |  |  |  |  |  |  |  |  |  |
| | 2. Juan VI, rey de Portugal                                     |  |  |  |  |  |  |  |  |  |  |  |  |  |  |  |
| |                                                                 |  |  |  |  |  |  |  |  |  |  |  |  |  |  |  |
| |                                                                 |  |  |  |  |  |  |  |  |  |  |  |  |  |  |  |
| | 20. Juan V, rey de Portugal (= 8)                               |  |  |  |  |  |  |  |  |  |  |  |  |  |  |  |
| |                                                                 |  |  |  |  |  |  |  |  |  |  |  |  |  |  |  |
| |                                                                 |  |  |  |  |  |  |  |  |  |  |  |  |  |  |  |
| | 10. José I, rey de Portugal                                     |  |  |  |  |  |  |  |  |  |  |  |  |  |  |  |
| |                                                                 |  |  |  |  |  |  |  |  |  |  |  |  |  |  |  |
| |                                                                 |  |  |  |  |  |  |  |  |  |  |  |  |  |  |  |
| | 21. Archiduquesa María Ana de Austria (= 9)                     |  |  |  |  |  |  |  |  |  |  |  |  |  |  |  |
| |                                                                 |  |  |  |  |  |  |  |  |  |  |  |  |  |  |  |
| |                                                                 |  |  |  |  |  |  |  |  |  |  |  |  |  |  |  |
| | 5. María I, reina de Portugal                                   |  |  |  |  |  |  |  |  |  |  |  |  |  |  |  |
| |                                                                 |  |  |  |  |  |  |  |  |  |  |  |  |  |  |  |
| |                                                                 |  |  |  |  |  |  |  |  |  |  |  |  |  |  |  |
| | 22. Felipe V, rey de España (= 24 y 28)                         |  |  |  |  |  |  |  |  |  |  |  |  |  |  |  |
| |                                                                 |  |  |  |  |  |  |  |  |  |  |  |  |  |  |  |
| |                                                                 |  |  |  |  |  |  |  |  |  |  |  |  |  |  |  |
| | 11. Infanta Mariana Victoria de España                          |  |  |  |  |  |  |  |  |  |  |  |  |  |  |  |
| |                                                                 |  |  |  |  |  |  |  |  |  |  |  |  |  |  |  |
| |                                                                 |  |  |  |  |  |  |  |  |  |  |  |  |  |  |  |
| | 23. Princesa Isabel de Parma (= 25 y 29)                        |  |  |  |  |  |  |  |  |  |  |  |  |  |  |  |
| |                                                                 |  |  |  |  |  |  |  |  |  |  |  |  |  |  |  |
| |                                                                 |  |  |  |  |  |  |  |  |  |  |  |  |  |  |  |
| | 1. Pedro I, emperador de Brasil y rey de Portugal como Pedro IV |  |  |  |  |  |  |  |  |  |  |  |  |  |  |  |
| |                                                                 |  |  |  |  |  |  |  |  |  |  |  |  |  |  |  |
| |                                                                 |  |  |  |  |  |  |  |  |  |  |  |  |  |  |  |
| | 24. Felipe V, rey de España (= 22 y 28)                         |  |  |  |  |  |  |  |  |  |  |  |  |  |  |  |
| |                                                                 |  |  |  |  |  |  |  |  |  |  |  |  |  |  |  |
| |                                                                 |  |  |  |  |  |  |  |  |  |  |  |  |  |  |  |
| | 12. Carlos III, rey de España                                   |  |  |  |  |  |  |  |  |  |  |  |  |  |  |  |
| |                                                                 |  |  |  |  |  |  |  |  |  |  |  |  |  |  |  |
| |                                                                 |  |  |  |  |  |  |  |  |  |  |  |  |  |  |  |
| | 25. Princesa Isabel de Parma (= 23 y 29)                        |  |  |  |  |  |  |  |  |  |  |  |  |  |  |  |
| |                                                                 |  |  |  |  |  |  |  |  |  |  |  |  |  |  |  |
| |                                                                 |  |  |  |  |  |  |  |  |  |  |  |  |  |  |  |
| | 6. Carlos IV, rey de España                                     |  |  |  |  |  |  |  |  |  |  |  |  |  |  |  |
| |                                                                 |  |  |  |  |  |  |  |  |  |  |  |  |  |  |  |
| |                                                                 |  |  |  |  |  |  |  |  |  |  |  |  |  |  |  |
| | 26. Augusto III, rey de Polonia                                 |  |  |  |  |  |  |  |  |  |  |  |  |  |  |  |
| |                                                                 |  |  |  |  |  |  |  |  |  |  |  |  |  |  |  |
| |                                                                 |  |  |  |  |  |  |  |  |  |  |  |  |  |  |  |
| | 13. Princesa María Amalia de Sajonia                            |  |  |  |  |  |  |  |  |  |  |  |  |  |  |  |
| |                                                                 |  |  |  |  |  |  |  |  |  |  |  |  |  |  |  |
| |                                                                 |  |  |  |  |  |  |  |  |  |  |  |  |  |  |  |
| | 27. Archiduquesa María Josefa de Austria                        |  |  |  |  |  |  |  |  |  |  |  |  |  |  |  |
| |                                                                 |  |  |  |  |  |  |  |  |  |  |  |  |  |  |  |
| |                                                                 |  |  |  |  |  |  |  |  |  |  |  |  |  |  |  |
| | 3. Infanta Carlota Joaquina de España                           |  |  |  |  |  |  |  |  |  |  |  |  |  |  |  |
| |                                                                 |  |  |  |  |  |  |  |  |  |  |  |  |  |  |  |
| |                                                                 |  |  |  |  |  |  |  |  |  |  |  |  |  |  |  |
| | 28. Felipe V, rey de España (= 22 y 24)                         |  |  |  |  |  |  |  |  |  |  |  |  |  |  |  |
| |                                                                 |  |  |  |  |  |  |  |  |  |  |  |  |  |  |  |
| |                                                                 |  |  |  |  |  |  |  |  |  |  |  |  |  |  |  |
| | 14. Felipe, duque I de Parma                                    |  |  |  |  |  |  |  |  |  |  |  |  |  |  |  |
| |                                                                 |  |  |  |  |  |  |  |  |  |  |  |  |  |  |  |
| |                                                                 |  |  |  |  |  |  |  |  |  |  |  |  |  |  |  |
| | 29. Princesa Isabel de Parma (= 23 y 25)                        |  |  |  |  |  |  |  |  |  |  |  |  |  |  |  |
| |                                                                 |  |  |  |  |  |  |  |  |  |  |  |  |  |  |  |
| |                                                                 |  |  |  |  |  |  |  |  |  |  |  |  |  |  |  |
| | 7. Princesa María Luisa de Parma                                |  |  |  |  |  |  |  |  |  |  |  |  |  |  |  |
| |                                                                 |  |  |  |  |  |  |  |  |  |  |  |  |  |  |  |
| |                                                                 |  |  |  |  |  |  |  |  |  |  |  |  |  |  |  |
| | 30. Luis XV, rey de Francia                                     |  |  |  |  |  |  |  |  |  |  |  |  |  |  |  |
| |                                                                 |  |  |  |  |  |  |  |  |  |  |  |  |  |  |  |
| |                                                                 |  |  |  |  |  |  |  |  |  |  |  |  |  |  |  |
| | 15. Princesa Luisa Isabel de Francia                            |  |  |  |  |  |  |  |  |  |  |  |  |  |  |  |
| |                                                                 |  |  |  |  |  |  |  |  |  |  |  |  |  |  |  |
| |                                                                 |  |  |  |  |  |  |  |  |  |  |  |  |  |  |  |
| | 31. Condesa María Leszczyńska                                   |  |  |  |  |  |  |  |  |  |  |  |  |  |  |  |
| |                                                                 |  |  |  |  |  |  |  |  |  |  |  |  |  |  |  |
| |                                                                 |  |  |  |  |  |  |  |  |  |  |  |  |  |  |  |

| Predecesor: Juan                         | Príncipe Real de Portugal, Brasil y Algarves 1816-1822                               | Sucesor: Él mismo              |
| Predecesor: Él mismo                     | Príncipe Real de Portugal 1822-1826                                                  | Sucesor: Pedro                 |
| Predecesor: Creación del título          | Emperador de Brasil 1822-1831                                                        | Sucesor: Pedro II              |
| Predecesor: Juan VI                      | Rey de Portugal y Algarves 1826 bajo regencia de su hermana Isabel María de Braganza | Sucesora: María II             |
| Predecesor: Miguel de Braganza (en 1828) | Regente de Portugal 1832-1834 de su hija María II                                    | Sucesor: Fernando II (en 1853) |

## En la literatura
La novela El imperio eres tú del español Javier Moro, está basada en la biografía de Pedro I.